# Excelsior Róterdam
El Stichting Betaald Voetbal Excelsior (en español: Fundación de Fútbol Profesional Excelsior), también llamado Excelsior Rotterdam o SBV Excelsior, es un club de fútbol neerlandés de la ciudad de Róterdam, y tras un año de ausencia desde la temporada 2025-26 jugará en la máxima división del fútbol del país, la Eredivisie.

## Trayectoria
Su historia data de 1902, año de su fundación, pero fue en 1930, cuando llegaron a la final de la Copa de los Países Bajos, perdiéndola ante su vecino, el Feyenoord Róterdam.
Anteriormente, ha sido el club satélite del Feyenoord, pero ambos clubes terminaron su relación en 2006. Su único trofeo ganado ha sido la Eerste Divisie, liga que ganó en tres ocasiones.

## Uniforme
- Uniforme titular: Camiseta negra, pantalón y medias rojas.
- Uniforme alternativo: Camiseta blanca, pantalón y medias verdes.

## Estadio
El estadio del Excelsior es el Stadion Woudestein, que llega a una capacidad de 3.527 espectadores. Fue inaugurado en 2000.

## Palmarés

### Torneos nacionales
- Eerste Divisie (3): 1974; 1979; 2006.

#### Subcampeonatos
- Copa de los Países Bajos (1): 1930;